# Balázsék
A Balázsék a Rádió 1 hálózatán futó magyar nyelvű reggeli rádióműsor, melynek házigazdái Sebestyén Balázs, Rákóczi Ferenc és Ráskó Eszter.
Az adás hétköznaponként 6 és 10 óra között hallható, a szerkesztők által legérdekesebbnek tartott beszélgetéseket és eddig még nem hallott extra anyagokat pedig hétvégente 8 és 10 óra között Balázsék Weekend név alatt megismétlik.

## A műsor története
Sebestyén Balázs, Rákóczi Feri és Vadon János 2009. január 5-től 2009. november 18-ig (a rádió megszűnéséig) Pirítós néven vezették az egykori Danubius Rádió reggeli műsorát.
A műsor az ugyanazon a frekvencián induló Class FM-en másfél hetes szünet után, 2009. november 30-án folytatódott. Mivel a műsor jogi akadályok miatt nem vihette tovább a Piritós nevet, így átmenetileg cím nélkül ment az adás. Később levédették a Morning Show márkanevet, így 2009. december 10-től ezen a néven futottak. A műsor csapata 2016 novemberében távozott a Class FM-től, de nem sokkal később a rádió analóg adása is megszűnt.
Egy jogvita miatt a Morning Show márkanevet megtarthatta a Class FM (a Morning Show szóösszetétel Magyarországon védjegyként Hanzel Henrik István, Sebestyén korábbi üzlettársa javára van lajstromozva), így azt Balázsék a továbbiakban már nem használhatták. A Class FM tulajdonosának döntése alapján 2017. április 20-tól 2018 júliusáig Morning Show címmel adták a Class FM digitálisan sugárzott reggeli műsorát.

## A műsor napjainkban
A műsor 2016. december 5-e óta a Rádió 1 hálózatán hallható.
Kezdetben Reggeli Show néven ment az adás, de 2017 áprilisában a Class FM többségi tulajdonosa, Michael McNutt beperelte a műsort készítő céget védjegybitorlás címén. Június 27-én a Fővárosi Törvényszék ideiglenes intézkedése alapján a műsor készítőinek és a Rádió 1-nek megtiltotta a Reggeli Show védjegy használatát. Bár Sebestyénék fellebbeztek a döntés ellen, később mégis a névváltás mellett döntöttek. A műsor 2017. július 17-től Balázsék név alatt hallható.
2023. december 11-én Vadon János bejelentette, hogy végleg felhagy a rádiózással, aki az év december 20-án volt hallható utoljára a műsorban.
2024 elején Balázs és Feri több vendég-műsorvezetőt (Ábel Anita, Faragó Janka, Kovácsovics Fruzsina, Musimbe Dávid Dennis, Nagy Alekosz, Puskás Péter, Ráskó Eszter, Wossala Rozina) is meghívott a műsorba, majd 2024. február elején a hallgatók szavazhattak, hogy a jelöltek közül kit szeretnének a műsor harmadik műsorvezetőjének. A szavazás során több mint 260 000 szavazat érkezett, a legtöbb szavazatot Ráskó Eszter kapta.

## A csapat

### Műsorvezetők
- Sebestyén Balázs
- Rákóczi Ferenc
- Ráskó Eszter (alkalmanként Gévai Juli helyettesíti)

### Munkatársak
- Forgó László
- Nováki Gyula (Jules)
- Ponyiczki Anna
- Sebestyén-Horváth Viktória
- Svraka-Gévai Juli

## Hallgatottsága
2010 elején az Ipsos és a GfK közös felmérése szerint a Morning Show hallgatottsága megelőzte a korábban 12 évig vezető Bochkor Gábor és Boros Lajos páros által a Neo FM-en vezetett reggeli adásét.
2017 elején a Reggeli Show volt Magyarország leghallgatottabb kereskedelmi rádiós műsora.

## Játékok
- Fekete, Fehér, Igen, Nem!: A műsorban egy játékban jelentkezett hallgatónak 1 perc alatt nem mondhatja ki a 4 tiltó szót, miután egy műsorvezetőt választott a műsorból.
- A nap hallgatója: Egy hallgatónak a telefon felvevése után ki kell mondani a műsor címét, ami a Balázsék, és megkapja az ajándékcsomagot (nyeremény viszont változó).